# Dobříč u Prahy

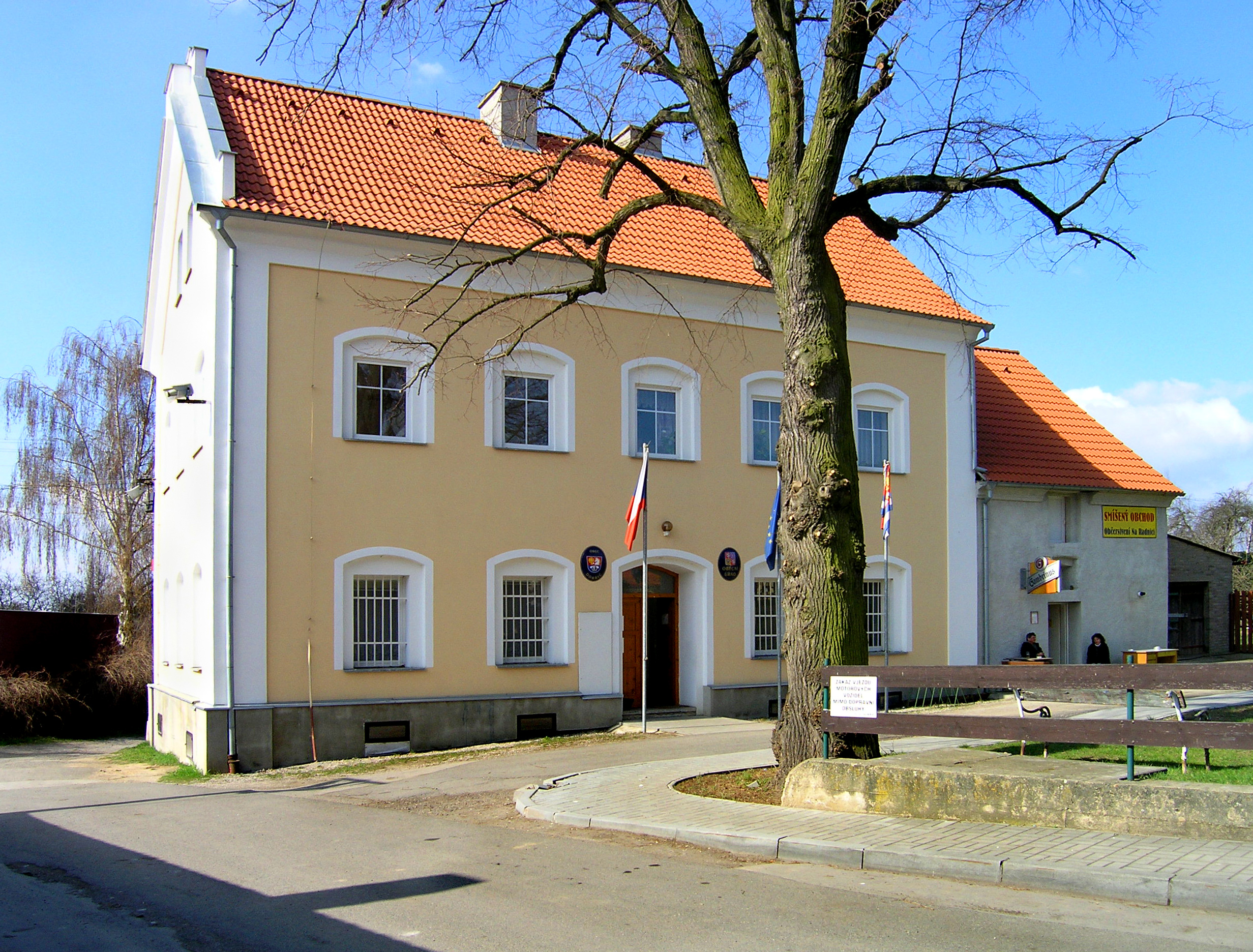
Gemeindeamt

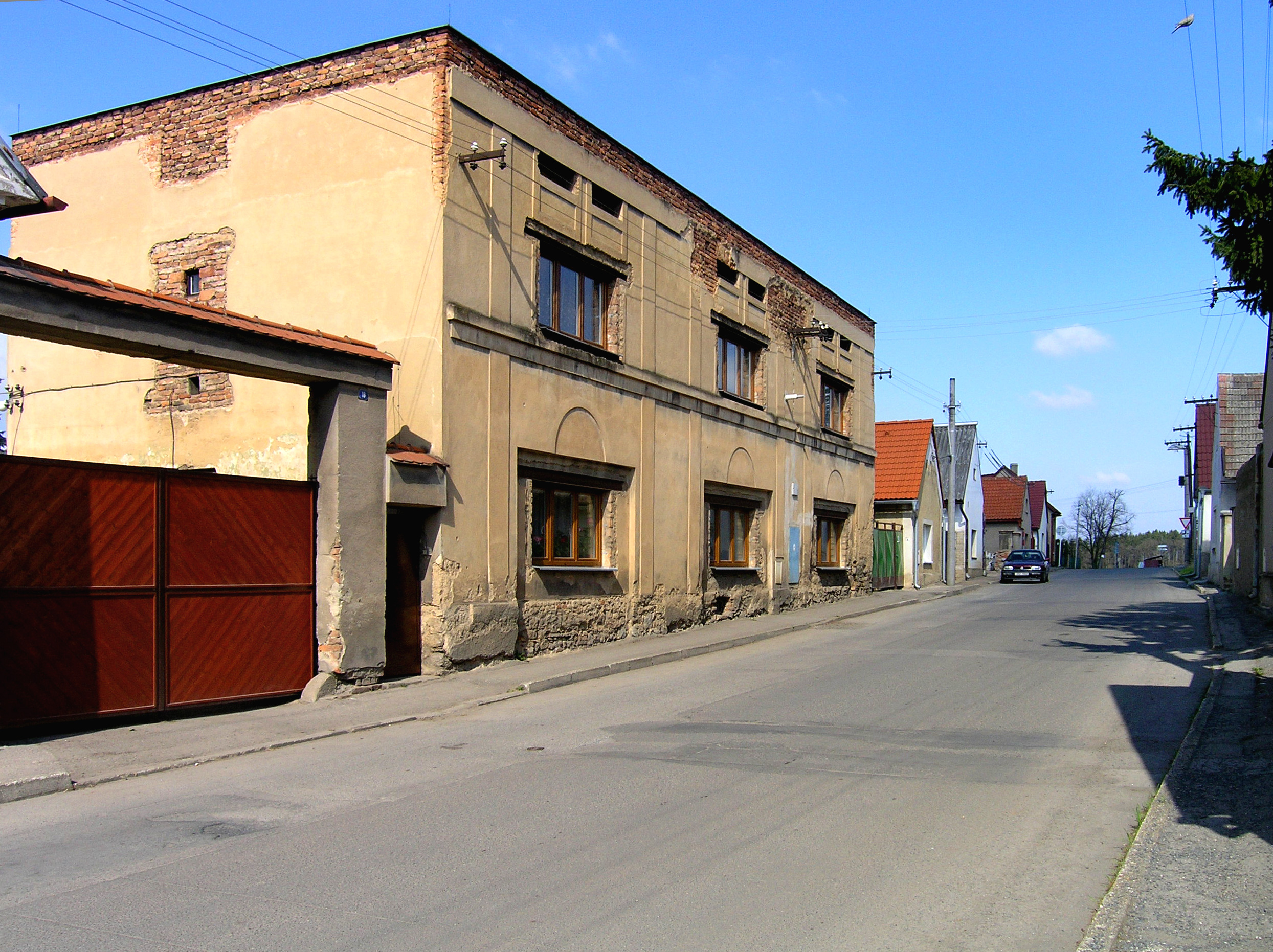
Hauptstraße

Dobříč (deutsch Dobritsch) ist eine Gemeinde in Tschechien. Sie liegt 14 Kilometer südwestlich des Stadtzentrums von Prag und gehört zum Okres Praha-západ.

## Geographie
Dobříč befindet sich auf der Prager Hochfläche (Pražská plošina) auf einer Hochebene über den Quellmulden der Bäche Radotínský potok und Jinočanský potok. Im Norden erheben sich der Škrobek und die Horka (401 m). Nordöstlich des Dorfes verläuft die Bahnstrecke Praha–Most, die nächste Bahnstation ist Zbuzany.
Nachbarorte sind Chrášťany im Norden, Jinočany und Mirešice im Nordosten, Zbuzany und Ořech im Osten, Zadní Kopanina, Kosoř und Choteč im Südosten, Dolní Mlýn, Chýnice und Prostřední Mlýn im Süden, Tachlovice im Südwesten, Nučice im Westen sowie Hořelice und Dušníky im Nordwesten.

## Geschichte
Die erste schriftliche Erwähnung von Dobric erfolgte im Jahr 1205, als der Vladike Nostislav von Dobric den Hof einschließlich vier Hufen Land dem Benediktinerkloster Insula überließ. Der Ort wurde in lateinischen Schriften Dobrziecz und später auf Tschechisch Dobřieč genannt. Während der Machtkämpfe nach dem Tod Ottokar II. Přemysls wurden das Kloster und seine umliegenden 24 Dörfer, darunter auch Dobříč, 1278 durch brandenburgische Truppen Ottos IV. verwüstet. Nach dem Mord am letzten Přemyslidenkönig Wenzel III. war die Gegend zwischen 1307 und 1310 den Plünderungen durch das Heer Heinrichs von Kärnten ausgesetzt. Nachdem Johann von Luxemburg im Herbst 1310 Prag eingenommen hatte, ließ der Abt Hermann durch Papst Clemens V. eine päpstliche Schutzurkunde für die gesamte Klosterherrschaft ausfertigen, in der auch das Gut Dobrziecz aufgeführt wurde. Im August 1420 brannten die Hussiten zunächst das Zisterzienserkloster Königsaal nieder und begannen am 10. August 1420 mit der Belagerung und dem Beschuss des Klosters Insula, das sie vier Tage später eroberten und niederbrannten. Ein Teil der Benediktiner konnte in die Propstei St. Johann fliehen. Kaiser Sigismund konfiszierte 1421 sämtliche Güter des zerstörten Klosters Insula und schlug sie der Herrschaft Karlstein zu. Im Jahr 1436 verpfändete er für treue Dienste die Güter Dobříč und Mezouň an Hospřid von Hostivice, der den Hof Dobříč an Kleinadlige weiterverpachtete. Zum Ende des 15. Jahrhunderts erwarb das Kloster Insula den Hof Dobříč und weitere neun Güter zurück. Im Jahr 1502 verpachtete der Abt Stephan den Hof Dobříč, wegen rückständiger Pacht wurde er bald darauf wieder eingezogen. Das ruinöse Kloster Insula verfiel immer mehr; es wurde schließlich 1517, als die letzten Mönche ins Tochterkloster Sankt Johann unter dem Felsen übersiedelten, ganz aufgegeben. Während der Amtszeit des Abtes Johann V. (1517–1539) wurde der Hof Dobříč erneut verpachtet. Nach dem Ständeaufstand in Böhmen wurden die klösterlichen Dörfer St. Johann unterm Felsen, Sedlec, Hostím und Bubovice sowie der Hof Dobříč 1619 konfisziert und an Jindřich Šťastný Homut von Harasov verkauft. Dieser schloss den Hof Dobříč an sein Gut Chrustenice an. Die zwei dem Prager Domkapitel St. Veit gehörigen Chaluppen wurden ebenfalls eingezogen und an den Altstädter Bürger Matouš Michalový veräußert. Nach der Schlacht am Weißen Berg erhielt das Kloster 1621 seinen Besitz zurück und verpachtete den Hof Dobříč 1622 an Kunigunde Kunsch von Berbisdorf. Sie überschuldete den Hof binnen kürzester Zeit. Als die Familie von Berbisdorf 1623 wegen ihrer Beteiligung am Ständeaufstand bestraft wurde, verließ Kunigunde von Berbisdorf Böhmen und hinterließ auf dem Hof offene Forderungen in Höhe von 1138 Meißnischen Schock. Im selben Jahr erhielt das Prager Domkapitel seinen Anteil an Dobříč zurück. Der Hof Dobříč wurde während des Dreißigjährigen Krieges zerstört.
Im Jahre 1710 kaufte der St. Johanner Abt Aemelianus Kotterovský zusammen mit dem Prager Domkapitel einen Teil des Dorfes für 3800 Gulden von Peter Daverin, für weitere 1000 Gulden löste er diesen Teil aus der Untertänigkeit des Kapitulargutes Chrášťany los. Seit 1756 ist ein Glockenturm nachweisbar. Nach der Aufhebung des Klosters St. Johann fielen dessen Güter 1785 dem Religionsfonds zu. Im Jahre 1790 verkaufte die Hofkammer den Hof Dobříč an den Obersthofmarschall Rudolf Graf von Swéerts-Sporck. Später gelangte der Hof erneut in kaiserlichen Besitz.
Im Jahr 1846 bestand das im Berauner Kreis gelegene Dorf Dobřič aus 28 Häusern mit 155 Einwohnern. Davon gehörten 18 Häuser mit 84 Einwohnern, darunter eine protestantische Familie, zur Herrschaft Karlstein und 10 Häuser mit 71 Einwohnern zum Gut St. Johann. Auf dem Karlsteiner Anteil befand sich ein Wirtshaus, auf dem St. Johanner Anteil ein Meierhof. Pfarrort war Tachlowitz. Die Bewohner lebten von der Landwirtschaft. Bis zur Mitte des 19. Jahrhunderts blieb Dobřič anteilig der k.k. Tafel-Herrschaft Karlstein bzw. dem Gut St. Johann untertänig.
Nach der Aufhebung der Patrimonialherrschaften bildete Dobřič ab 1850 einen Ortsteil der Gemeinde Zbuzany im Gerichtsbezirk Smíchov. Ab 1868 gehörte das Dorf zum Bezirk Smichow. In der zweiten Hälfte des 19. Jahrhunderts wurde die Eisenerzlagerstätte Nučice erschlossen, am Hügel Škrobek nördlich von Dobřič wurde die Eisenerzgrube Škroby aufgenommen. In Dobřič entstanden seitdem neue Häuser für die Beschäftigen der Prager Eisenindustrie-Gesellschaft. In der Flur Skála südlich des Dorfes entstand 1863 ein Kalksteinbruch. Im Jahr 1869 bestand Dobřič aus 25 Häusern und hatte 252 Einwohner. Der Hof wurde 1873 durch die böhmische Kammer verkauft, gelangte aber später in den Besitz des Kaisers Franz Joseph I. Das Dorf Dobříč löste sich 1877 von Zbuzany los und bildete eine eigene Gemeinde. 1880 schloss die Gemeinde mit der Eisenhütte Kladno einen Vertrag über die Errichtung einer Pferdebahn zum Abtransport des Kalksteins. Im Jahr 1909 verpachtete die Gemeinde den Kalksteinbruch Skála an Josef Sůr aus Kosoř. Ein weiterer Kalksteinbruch Mexiko wurde von örtlichen Bauern betrieben. Nach der Gründung der Tschechoslowakei wurde der Hof Dobříč 1918 in ein Staatsgut überführt. Im Jahr 1921 war das Dorf auf 56 Häuser angewachsen, in denen 506 Menschen lebten. Die heutige Namensform Dobříč wird seit 1925 verwendet. 1927 wurde Dobříč dem Bezirk Praha-venkov und dem Gerichtsbezirk Praha-západ zugeordnet. Dobříč hatte im Jahr 1932 482 Einwohner. 1942 wurde Dobříč Teil des neu gebildeten Bezirkes Praha-venkov-sever. Der Stollen zum Kalkbruch Mexiko wurde im April 1945 durch Bergleute als Schutzraum für die Bewohner von Dobříč und Chýnice ausgebaut. Der Eisenerzbergbau wurde in der Mitte des 20. Jahrhunderts eingestellt. Seit 1949 gehört die Gemeinde zum Okres Praha-západ. 1950 lebten in den 83 Häusern von Dobříč 357 Menschen. Der Glockenturm wurde 1958 abgerissen. Die auf den Kataster von Dobříč am Radotínský potok bei Chýnice gelegene Mühle Hladkovský mlýn wurde ebenfalls in der zweiten Hälfte des 20. Jahrhunderts abgetragen. Im Jahr 1990 kaufte Josef Čemák aus Tachlovice den Hof Dobříč, jedoch ohne den zugehörigen früheren Großgrundbesitz. Im Jahr 2008 bestand das Dorf aus 124 Häusern und hatte 293 Einwohner.

## Gemeindegliederung
Für die Gemeinde Dobříč sind keine Ortsteile ausgewiesen.

## Sehenswürdigkeiten
- Reste des ehemaligen Schlösschens Dobříč auf dem Gelände des Wirtschaftshofes, es wurde Ende des 19. Jahrhunderts zum Speicher umgestaltet.
- Denkmal für die Gefallenen des Ersten Weltkrieges, es entstand nach einem Entwurf des Prager Bildhauers Emanuel Kodet und wurde 1929 enthüllt. Es wurde 1993 restauriert.[4]
- Der ehemalige evangelische Friedhof im südlichen Teil des Dorfes, er war Bestattungsort der Protestanten aus Chýnice und Umgebung. Nach dem letzten Begräbnis im Jahr 1918 wurde der von der überwiegend katholischen Bevölkerung von Dobříč als Bockfriedhof (beranský hřbitov) geschmähte Friedhof sich selbst überlassen. Anstelle einer 1931 angedachten Instandsetzung des Friedhofs hielt die Gemeindevertretung die Bereinigung des Teichs Handrlák für notwendiger. Nachdem 1994 für eine verunglückte Einwohnerin aus Chýnice ein evangelisches Begräbnis stattfinden sollte, wurde der Friedhof durch den Bürgermeister Zdeněk Louda kurzfristig aufgeräumt. Weitere Pflegearbeiten wurden danach nicht mehr vorgenommen.[5]